# Pentagonia tinajita
Pentagonia tinajita là một loài thực vật có hoa trong họ Thiến thảo. Loài này được Seem. mô tả khoa học đầu tiên năm 1854.